# Susan Stuart Frackelton

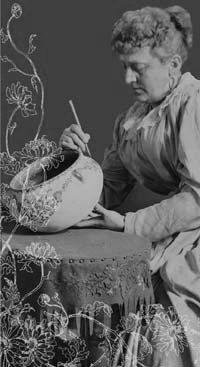
Susan Stuart Frackelton (1848–1932)

Susan Stuart (Goodrich) Frackelton (* 1848 in Milwaukee; † 1932 ebenda) war eine US-amerikanische Kunstmalerin und Keramikkünstlerin.

## Leben
Susan Stuart Frackelton erlernte die Landschaftsmalerei in Milwaukee bei Henry Vianden und befasste sich mit der Genremalerei. In den späten 1870er-Jahren wandte sie sich mehr der Keramikkunst zu, überwiegend der chinesischen Dekorationskunst. Ihre Arbeiten wurden in den Vereinigten Staaten und Europa ausgestellt und mehrfach ausgezeichnet. Sie gewann allein neun Preise bei der Chicago World’s Fair 1893. Unter anderem gratulierte ihr die italienische Königin schriftlich zu ihren hervorragenden chinesischen Kunstwerken. Sie leitete einen lokalen Verein zur Ausbildung professioneller Künstler, aus dem später das Milwaukee Art Institute entstand, das wiederum im Milwaukee Art Museum aufging. Ebenso war sie Präsidentin der Wisconsin School of Design.
Ihre Grabstätte befindet sich auf dem Forest Home Cemetery in Milwaukee, Sektion 10, Block 48, Lot 4.